# 4 месеца, 3 седмици и 2 дни
4 месеца, 3 седмици и 2 дни е румънски игрален филм от 2007 година. Въпреки ниския си бюджет филмът получава множество награди и номинации, сред които са златната палма от фестивала в Кан и златен глобус за най-добър чуждоезичен филм.

## Сюжет
Внимание:  Текстът по-долу разкрива сюжета на произведението (или части от него)!
Действието във филма се развива само в един ден – през 1987 г. по времето на Николае Чаушеску, когато студентката Габица (в ролята Лаура Василиу) с помощта на колежката си Отилия (Анамария Маринка) се опитва да направи аборт, нещо забранено по онова време.
„Това е история за решенията, отговорностите и избора в живота, за солидарността и приятелството в контекста на тогавашната епоха“, казва режисьорът Кристиан Мунджиу.